# Česká televize
Česká televize (en català: «Televisió txeca»), també coneguda per les seves sigles ČT, és l'empresa de televisió pública de la República Txeca. Va ser fundada l'1 de gener de 1992 i actualment gestiona set canals: tres generalistes (ČT1, ČT2, ČT3) i quatre temàtics (ČT24, ČT Sport, ČT :D i ČT Art).
El grup és hereu de l'antiga Československá televize («Televisió txecoslovaca»), fundada en 1953 i en actiu fins a la separació entre República Txeca i Eslovàquia. Els txecs es van quedar amb la marca i canals de l'antic organisme públic per crear Česká televize, mentre que els eslovacs van fundar una nova empresa, Slovenská televízia.
La televisió pública és una empresa independent de la ràdio pública (Český rozhlas). Ambdues són membres de la Unió Europea de Radiodifusió des de 1993.

## Història

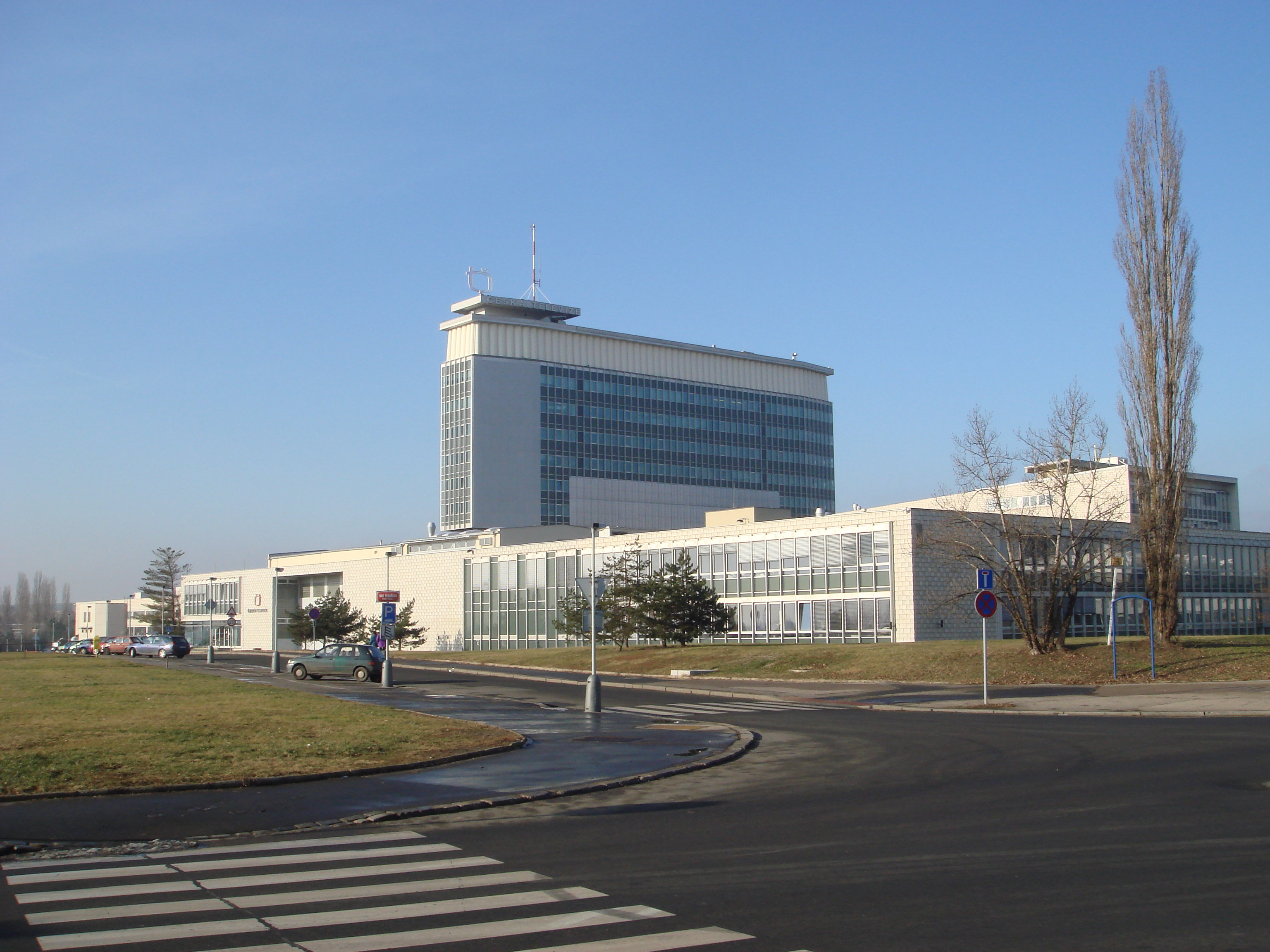
Seu central de Česká televize a Praga

L'origen de Česká televize es troba en l'antiga Československá televize («Televisió txecoslovaca»), amb seu a Praga. Les emissions en proves van començar l'1 de maig de 1953 i es van fer regulars el 24 de febrer de 1954. La cobertura es va ampliar en poc temps per tota Txecoslovàquia gràcies a l'obertura de centres de producció a Ostrava (1955), Bratislava (1956), Brno (1961) i Košice (1962).
El 10 de maig de 1970 es va crear el segon canal de televisió (ČT2) i aquest mateix any es va iniciar l'emissió experimental de programes en color, sota el sistema SECAM. Mentre la segona cadena ja emetia en color en 1973, la primera no ho va fer fins a dos anys després. Per 1979 es va inaugurar una seu central a Praga que unificava tots els estudis, anteriorment situats en diferents punts de la capital.
Després de la Revolució de Vellut de 1989, l'empresa va viure importants canvis organitzatius relacionats amb el procés de dissolució de Txecoslovàquia. Al començament de la dècada de 1990 el primer canal es va convertir en una televisió federal (F1), mentre que el segon es va dividir en dos canals nacionals: Česká televize a Txèquia i Slovenská televízia a Eslovàquia. D'altra banda es va crear un tercer senyal, OK3, que emetia continguts de canals internacionals.
L'actual Česká televize va néixer l'1 de gener de 1992 com l'empresa pública de televisió de la nova República Txeca. La nova entitat es va quedar amb la seu central de Praga i tres canals de televisió (ČT1, ČT2, ČT3), si més no el tercer va desaparèixer en 1994 perquè el govern txec va cedir espai radioelèctric per a un canal privat, TV Nova. Mentre el primer canal va assumir una programació generalista, el segon va adoptar un perfil cultural i alternatiu.
Entre 2000 i 2001, la televisió txeca va viure una greu crisi política per l'elecció com a director de Jiří Hodač, a qui els seus crítics consideraven proper al primer ministre Václav Klaus. Els treballadors es van manifestar contra el nomenament i van ocupar l'estudi dels serveis informatius; fins i tot van arribar a gravar i emetre noticiaris independents dels oficials. En les seves mobilitzacions van comptar amb el suport del president txec Václav Havel. El nou director es va negar a dimitir en primera instància i va interrompre l'emissió de Česká televize el 28 de desembre de 2000. Finalment, una manifestació de suport als empleats amb més de 100.000 assistents va provocar la dimissió de Hodač el 12 de gener de 2001 i el cessament de la seva directora d'informatius, Jana Babaušíková, un mes després.
Amb l'arribada de la televisió digital terrestre, Česká televize va crear dos canals nous: l'informatiu ČT24 en 2005 i l'esportiu ČT4 Sport (actual ČT Sport) en 2006. El 31 d'agost de 2013 es van engegar dos canals més: ČT:D (infantil) i ČT Art (cultural). Des de 2020 existeix un tercer canal, ČT3, que recupera programes de l'arxiu de Československá televize.

## Organització

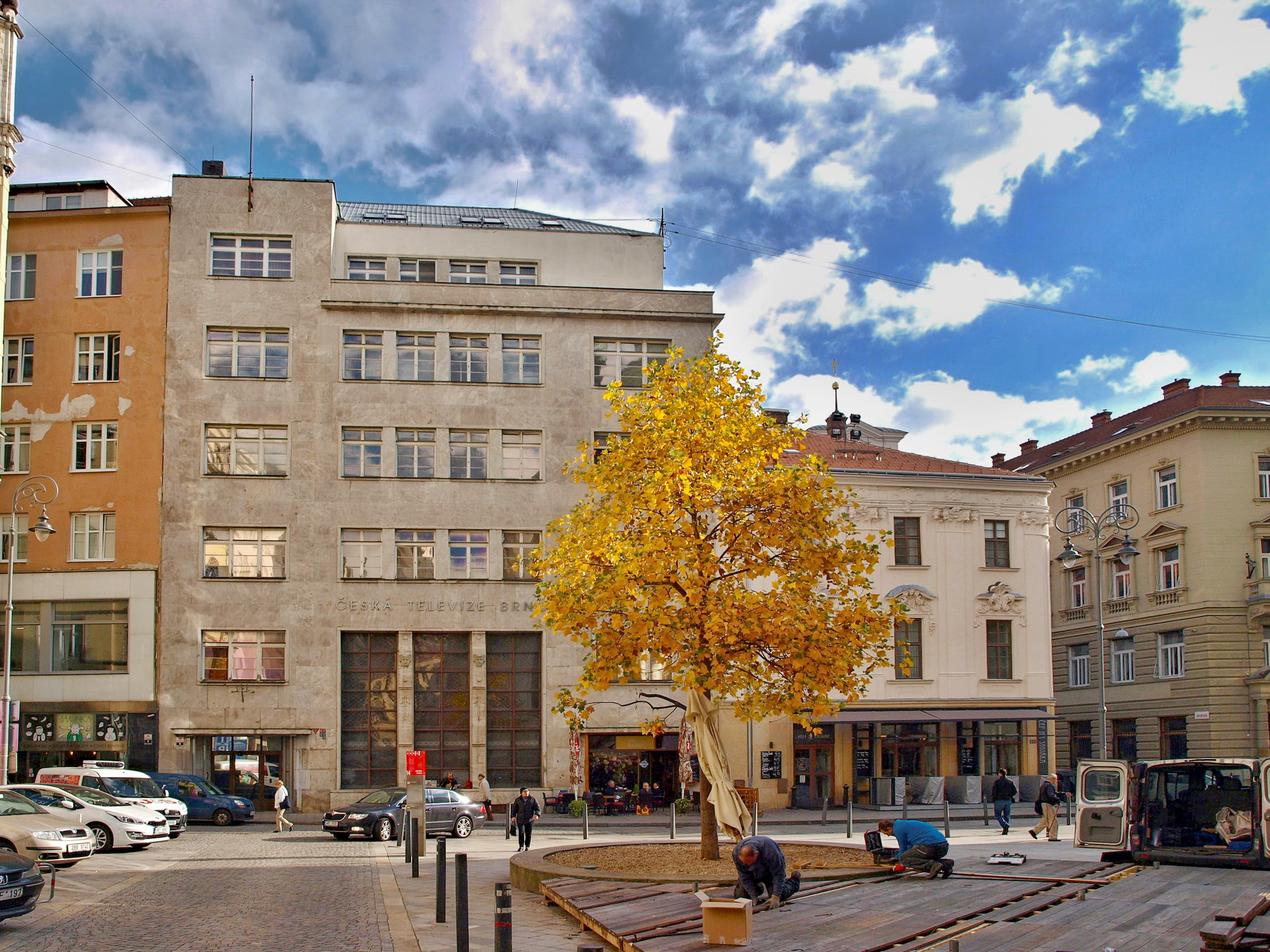
Delegació de Česká televize a Brno.

Česká televize és una empresa pública estatal. Té la seu central a Praga i dos estudis de televisió a Brno i Ostrava. El seu marc jurídic és l'Estatut de la Televisió Txeca de 2005.
El major òrgan directiu és el Consell de la Televisió Txeca, que està format per quinze membres i s'encarrega d'assegurar el compliment del servei públic i els estatuts del grup. Els consellers trien al director general, que exerceix per un mandat de sis anys. D'altra banda, els consellers són triats per la cambra de diputats del parlament txec per a un mandat de sis anys, i un terç del Consell ha de renovar-se cada dos anys amb possibilitat de reelecció. Les diferents organitzacions socials poden proposar al parlament els seus candidats ideals. Existeix una llei d'incompatibilitats polítiques i econòmiques per garantir una major independència del càrrec.
L'empresa es finança amb un impost directe per a les empreses txeques de radiodifusió pública. La resta del pressupost es cobreix amb la venda de publicitat i patrocinis. Existeix una Comissió de Vigilància que funciona com a òrgan assessor del Consell per a assumptes relacionats amb la inspecció de la gestió financera del grup.
La ràdio txeca (Český rozhlas) i la televisió txeca funcionen per separat i no pertanyen a la mateixa organització.

## Serveis
Česká televize gestiona set canals de televisió en sis freqüències.
- ČT1 (Jedničca): La seva programació és generalista amb espais informatius, sèries, producció pròpia i entreteniment. Va començar les seves emissions l'1 de maig de 1953.
- ČT2 (Dvojka): Aposta per una programació cultural i de servei públic. Emet documentals, pel·lícules en versió original subtitulada i sèries. Va començar a emetre el 10 de maig de 1970.
- ČT3: Canal centrat en el públic de la tercera edat i en reposicions de l'arxiu de la televisió txeca. Es va engegar el 23 de març de 2020.
- ČT24: Canal d'informació contínua. Va començar les seves emissions el 2 de maig de 2005.
- ČT Sport: Emet competicions esportives, programes i documentals temàtics. Anteriorment conegut com a ČT4, es va engegar el 10 de febrer de 2006.
- ČT :D (Doničko): Canal infantil i juvenil que emet des de les 6.00 fins a les 20.00. Comparteix franja amb ČT Art. Va començar les seves emissions el 31 d'agost de 2013.
- ČT Art: Canal dedicat a la cultura i les arts escèniques, emet des de les 20.00 fins a les 6.00. Comparteix franja amb el canal infantil. Va començar les seves emissions el 31 d'agost de 2013.